# 布氏兔脂鯉
布氏兔脂鯉，為輻鰭魚綱脂鯉目脂鯉亞目上口脂鯉科的其中一個種，分布於南美洲Iténez-Guaporé河流域，體長可達14.2公分，棲息在植被生長茂密的水域，生活習性不明。